# Zwartkijker, zwartkijker
Zwartkijker, zwartkijker is een hoorspel van de Nederlandse schrijver Frans Verbeek. Het werd in 1987 door de TROS uitgezonden. Het hoorspel duurde 28 minuten.

## Rolverdeling
- Controleur: Paul van der Lek
- Zwartkijker: Hans Veerman

## Plot
Een controleur van kijk- en luistergeld komt bij een man die gebruikmaakt van de televisie, maar geen kijk- en luistergeld betaald. Er volgt een gesprek tussen de zwartkijker en de ambtenaar. Later blijkt dat ook de controleur een zwartkijker is, in een ander betekenis van het woord.